# Joppa aurata
Joppa aurata är en stekelart som beskrevs av Fabricius 1804. Joppa aurata ingår i släktet Joppa och familjen brokparasitsteklar. Inga underarter finns listade i Catalogue of Life.